# Кёнигсбергский замок
Замок Кёнигсберг (нем. Königsberg Schloß) — замок Тевтонского ордена в Кёнигсберге (нынешний Калининград), называемый Королевским, так как с немецкого название переводится «Королевская гора». Замок был резиденцией магистра Тевтонского ордена, главы государства. Заложен в 1255 году чешским королём Оттокаром II Пржемыслом и просуществовал до 1967 года. До 1945 года в его стенах размещались различные управленческие и общественные учреждения города и Восточной Пруссии, находились музейные собрания и залы для торжественных приёмов. Имя замка дало общее наименование для города, возникшего у замковых стен. Наряду с Кафедральным собором являлся важнейшей градостроительной доминантой и древнейшей достопримечательностью города.

## Описание
Замок располагался на холме у места слиянии двух рукавов реки Прегель. Построен был сначала из дерева, затем из кирпича и камня.
Здание имело максимальную длину 104 метра и ширину 66,8 метров. Самое высокое сооружение города — Замковая башня, высотой 84,5 метра, была перестроена в 1864—1866 годах в готическом стиле. Дважды в день с башни Замка звучал хорал. В 11 часов утра — «О, сохрани милость твою», в 9 часов вечера — «Покой всем лесам и полям».
Замок многократно перестраивался, и объединил в себе разнообразные архитектурные стили (готика, ренессанс, барокко, рококо). Изменялось в соответствии с периодами и его назначение. Первоначальная крепость приобретала признаки замка. Замок из резиденции власти превращался в музейный комплекс, становился средоточием духовной жизни.

### Составные части замка
- Замковая церковь — церковь, находившаяся во внутренней части замка Кёнигсберг.
- «Кровавый суд» — винный ресторан в подвалах замка.
- Серебряная библиотека — собрание древних книг и рукописей.
- Зал московитов — большой зал для приёмов над замковой кирхой.
- Haberturm — древняя восьмиугольная башня на северо-восточном углу замка.
- Замковая башня — башня с часами на юго-западном углу замка.
- Unfriedtbau — барочный флигель с королевскими покоями.

### Учреждения и музейные коллекции, находившиеся в замке (по состоянию на первую половину XX века)
- Археологическая коллекция общества «Пруссия»
- Верховный земельный суд Пруссии
- Королевский государственный архив
- Янтарная комната (находилась в замке во время Второй мировой войны)
- Прусский музей
- Управление музеями Восточной Пруссии

## История замка

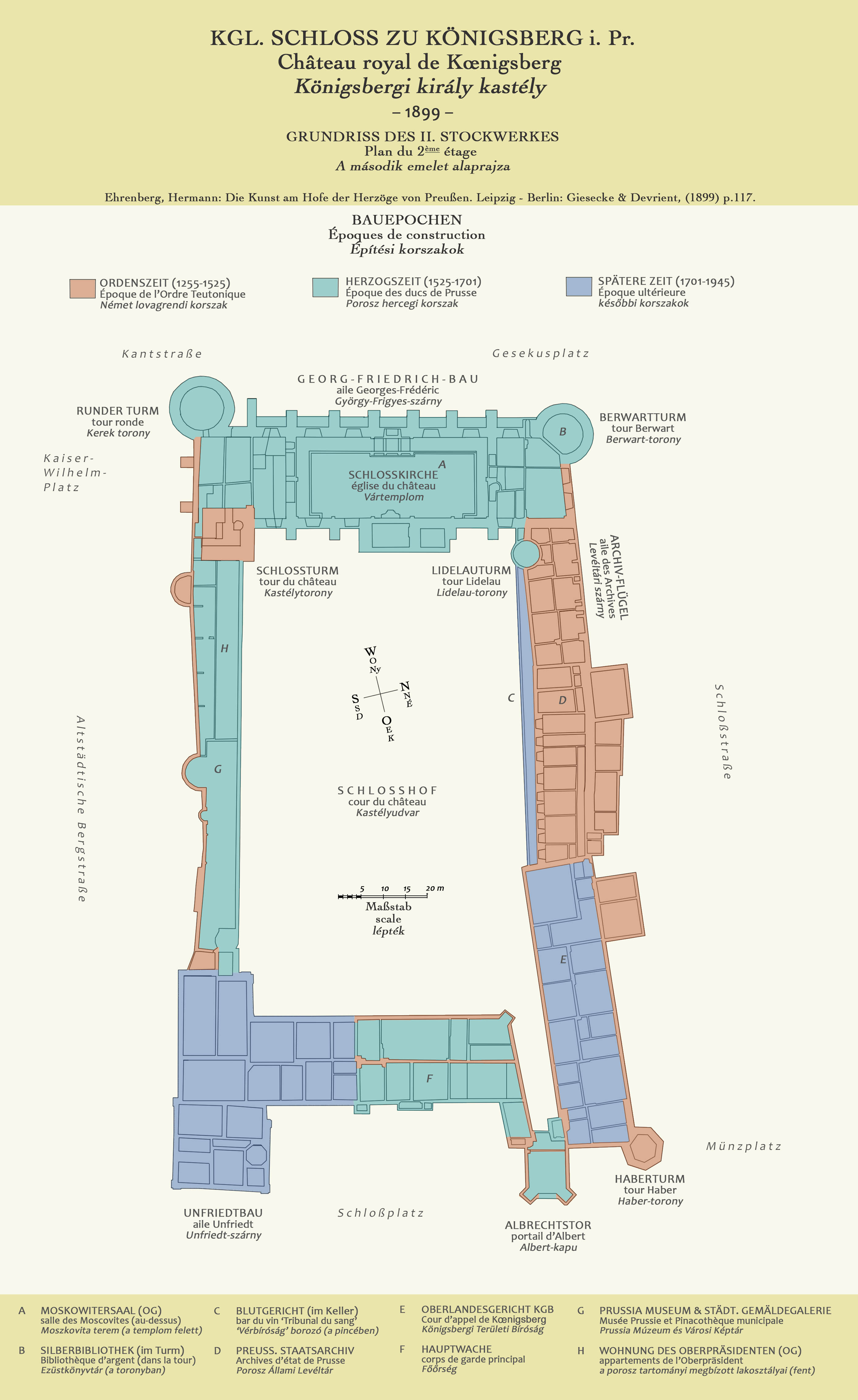
План замка Кёнигсберг с периодами строительства его частей

В Средние века считалось, что война против язычников — богоугодное дело и участие в крестовом походе способствовало духовному спасению. А войны против пруссов также являлись крестовыми походами. На рубеже 1254—1255 годов под флагом гохмейстера, бывшего ландмейстера ордена Поппо фон Остерна, собралось значительное число крестоносцев. Самыми знатными из них были маркграф Отто III Бранденбургский и его шурин, богемский король Оттокар.

### Городище Тувангсте
Севернее острова Кнайпхофа над долиной возвышалась на двадцать метров широкая округлая вершина горы, именуемой Тувангсте. На ней находилось городище, приют для беженцев, в котором жители окрестных прусских деревень собирались на свои веча, а также для жертвоприношений. Гохмейстер ордена и король Оттокар крепость, с помощью которой они намеревались укрепиться в покорённой Самбии (Землянде), решили построить именно на этом месте. Благодаря выгодному положению острова Кнайпхофа уже в стародавние времена действовала переправа через реку, а укрепление пруссов на Твангсте так и напрашивалось на закладку орденской крепости.

### Средние века
Замок был выстроен из дерева на месте прусского городища Тувангсте и на протяжении всего XIII века неоднократно подвергался нападениям восставших пруссов и литовских отрядов. Замок был основан в январе 1255 года как деревянное строение, двумя годами позже началось возведение кирпичного замка. Замок служил резиденцией Маршалов Тевтонского ордена и был центром сбора рыцарских походов в Великое княжество Литовское в XIV веке. С 1457 по 1525 год в замке находилась резиденция великого магистра ордена.
Строительство продолжилось в XIV веке. В отличие от существовавшего порядка застройки, здание Конвента выстроили не рядом со входной частью крепости, так называемым форбургом, разделив их рвом, а внутри основных крепостных сооружений. Восточная часть, ранее принадлежавшая епископу, стала входной частью крепости и служила, кроме того, для хозяйственных нужд. Основные крепостные сооружения, имевшие форму вытянутого с запада на восток прямоугольника, занимали всё плато горы. Внешнее укрепление состояло из двойного кольца каменных стен с пархамом (проход между стенами вального укрепления, одновременно место погребения рыцарей-монахов) между ними, с девятью выступающими башнями и четырьмя угловыми башнями — двумя с северной стороны и двумя с южной. Из этих башен до новейших времён сохранилась лишь одна — восьмигранная башня Haberturm на северо-восточном углу. Часть каменной стены сохранилась в качестве внешней стены позже перестроенного южного флигеля и нижнего этажа главной замковой башни Шлосстурм, которая возвышалась над южным пархамом. В качестве сторожевой и колокольной башни, венчающей весь крепостной ансамбль, она была построена в конце XIV века. К внешним укреплениям относилась и внушительных размеров башня Данцкер, возвышавшаяся у юго-западного угла на четырёх каменных опорах над крепостным рвом и соединённая с крепостью ходом.
Здания во дворе крепости примыкали к внутреннему кольцу крепостной стены: госпиталь и приют для престарелых ветеранов Ордена — герренфирмария (Firmarie), а также большой амбар и другие помещения. В западной половине большого двора возвышался замок — здание Конвента, Конвентхауз. С трёх сторон он был окружён двором, но не был отделён от него стеной и рвом. Он содержал во всех своих четырёх крыльях все важные для крепости помещения, прежде всего посвящённую Деве Марии капеллу и трапезную. В центре внутреннего двора находился колодец. Герренфирмария и Конвентхауз были соединены между собой подвальным ходом под крепостным двором и переходным мостом над ним. Когда после переезда Гохмейстера в Мариенбург в 1309 году была произведена реформа администрации Ордена, а Кёнигсберг стал резиденцией орденского маршала, то поверх больших погребов, впоследствии вместивших прославленное виноторговое заведение «Blutgericht» («Кровавый суд» — средневековое название уголовного суда), построили так называемый маршальский дом с жилыми и служебными помещениями для маршала и его писарей. Но когда в 1457 году в эти помещения вселился Гохмейстер, то весь корпус получил название гохмейстерский флигель. Позже в нём расположились восточно-прусские высшие ведомства: придворный суд, бюджетное министерство, палата военных и государственных имуществ, государственный архив. В последние годы до разрушения там хранилось выставочное собрание Кёнигсбергской государственной библиотеки.

### Герцогство Пруссия
В 1525 году после проведённой Альбрехтом Бранденбургским секуляризации прусских владений ордена замок перешёл в собственность герцога Пруссии.
В январе 1656 года в этом замке состоялось подписание военно-политического союза между шведским королём Карлом X Густавом и курфюрстом Бранденбурга-Пруссии Фридрихом Вильгельмом I.
Замок был в нескольких местах перестроен. К этому времени он потерял свою оборонительную функцию. В 1697 году курфюрст Бранденбургский и герцог прусский Фридрих III принимал в замке Великое посольство Петра I.

### Королевство Пруссия и период Германской империи

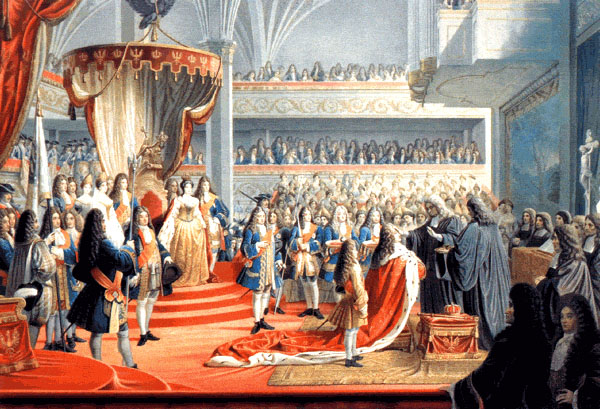
Коронация Фридриха I в замковой церкви, 1701

В 1701 году в замковой церкви прошла коронация первого прусского короля Фридриха I. Хотя столицей Прусского королевства стал Берлин, Кёнигсберг на протяжении первых двух третей XVIII века играл важную роль в жизни королевства. Замок поддерживался в хорошем состоянии. В нём в 1844 году был открыт Прусский музей.
В кирхе замка в 1861 году короновался Вильгельм I, будущий первый император Германии.

### Третий Рейх и Послевоенная история
После прихода в Германии к власти нацистов в 1933 году замок активно использовался верхушкой Третьего Рейха для пропаганды идей национал-социализма в качестве символа «прусского духа». Первый раз Гитлер в качестве руководителя Германии посетил Восточную Пруссию 9 мая 1933 года, в ходе этого визита он осмотрел и замок. Впоследствии Гитлер посетит замок ещё раз, 18 марта 1936 года в ходе очередной избирательной кампании в Рейхстаг. В результате данных выборов 29 марта 1936 года по Восточной Пруссии за список НСДАП проголосовало 99,8 % (по стране — 99 %). Первыми в списке значились гауляйтер Кох, обергруппенфюрер СА К. Литцман и группенфюрер СС В. Рэдитц. Выборный штаб НСДАП расположился в замке Кёнигсберг, где 29 марта всё руководство Восточной Пруссии с нетерпением ожидало результатов выборов. С этого времени и до вступления в Кёнигсберг частей Красной армии в апреле 1945 года замок прочно ассоциировался с нацистским руководством.

#### Янтарная комната
Замок — последнее местонахождение (в 1942—1945 годах) знаменитой янтарной комнаты. Некоторые исследователи местонахождения комнаты считают, что она до сих пор находится в подвалах замка, хотя достоверных источников, подтверждающих эту информацию, не обнаружено. Поиск янтарной комнаты был одной из целей (не основной) раскопок замка, проводившихся в 2001—2008 годах немецким журналом «Шпигель».

#### Снос замка

Подрыв башни замка в 1953 году. Окончательно замок был снесён в 1967 году

К концу ВОВ замок подвергался частым бомбардировкам (в августе 1944 во время налёта англо-американской авиации и в апреле 1945 при штурме Кёнигсберга), в ходе которых был значительно повреждён. В 1953 году главную башню, находящуюся в аварийном состоянии, было решено взорвать. Однако часть башен и стен к 1956 году ещё сохранялись в руинированном виде. Несмотря на возникшую в обществе дискуссию за и против сноса замка, в 1967 году по решению первого секретаря областного комитета КПСС Николая Коновалова развалины замка были взорваны. Основной причиной для сноса в наше время считается желание Коновалова построить на месте «старого немецкого города» новый полностью советский город.
После сноса замка и при удалении его руин в 1969 году вершина горы, на которой стоял замок, была на несколько метров срыта, так как на этом месте впоследствии планировалось построить музей Великой Отечественной войны. Приблизительно на месте юго-восточной части замка было начато строительство Дома Советов, так и не законченное в связи с отсутствием финансирования. В 2024 году недостроенное здание снесли.

## Замок сегодня

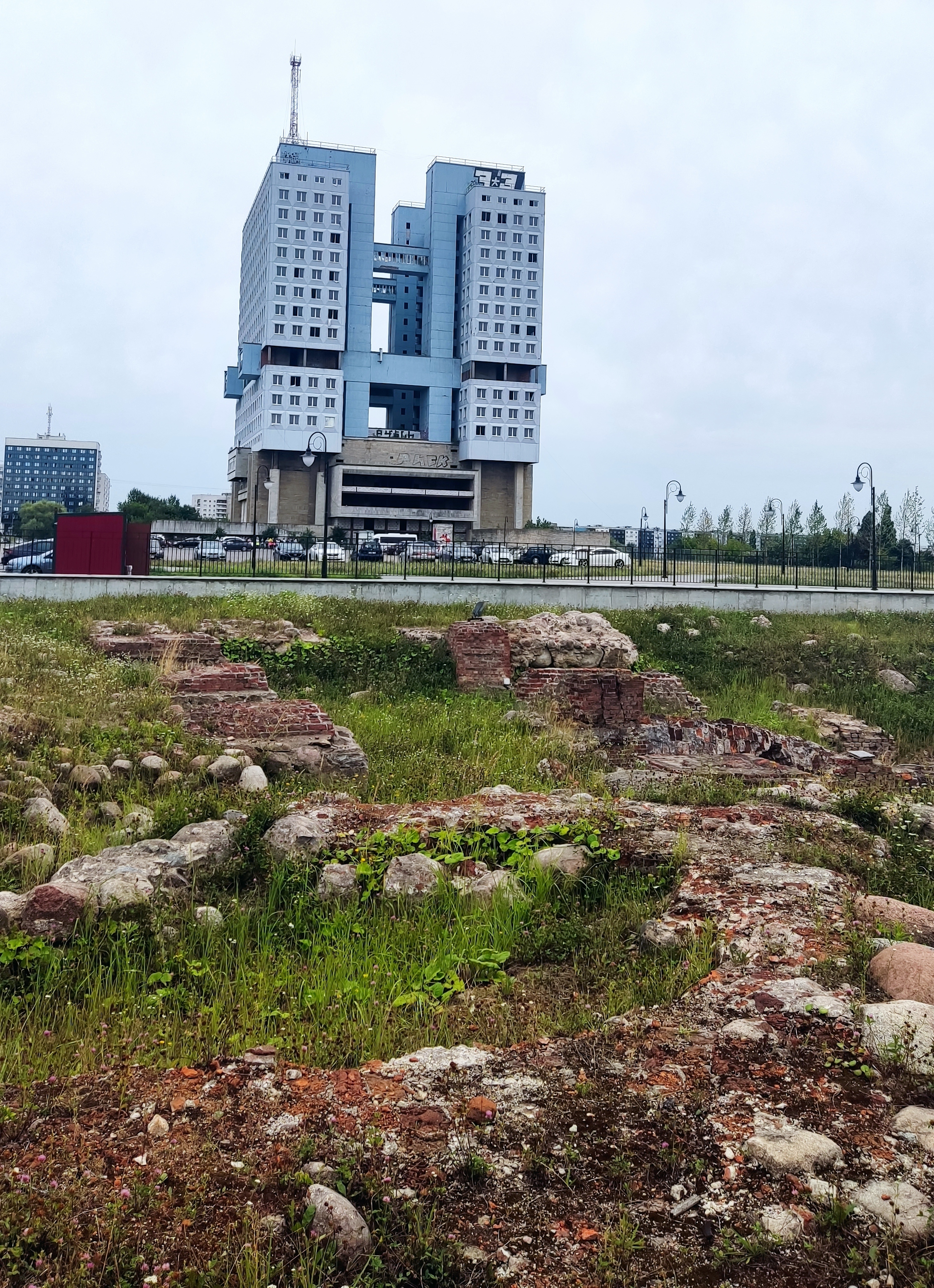
Раскопки на территории замка перед Домом Советов.

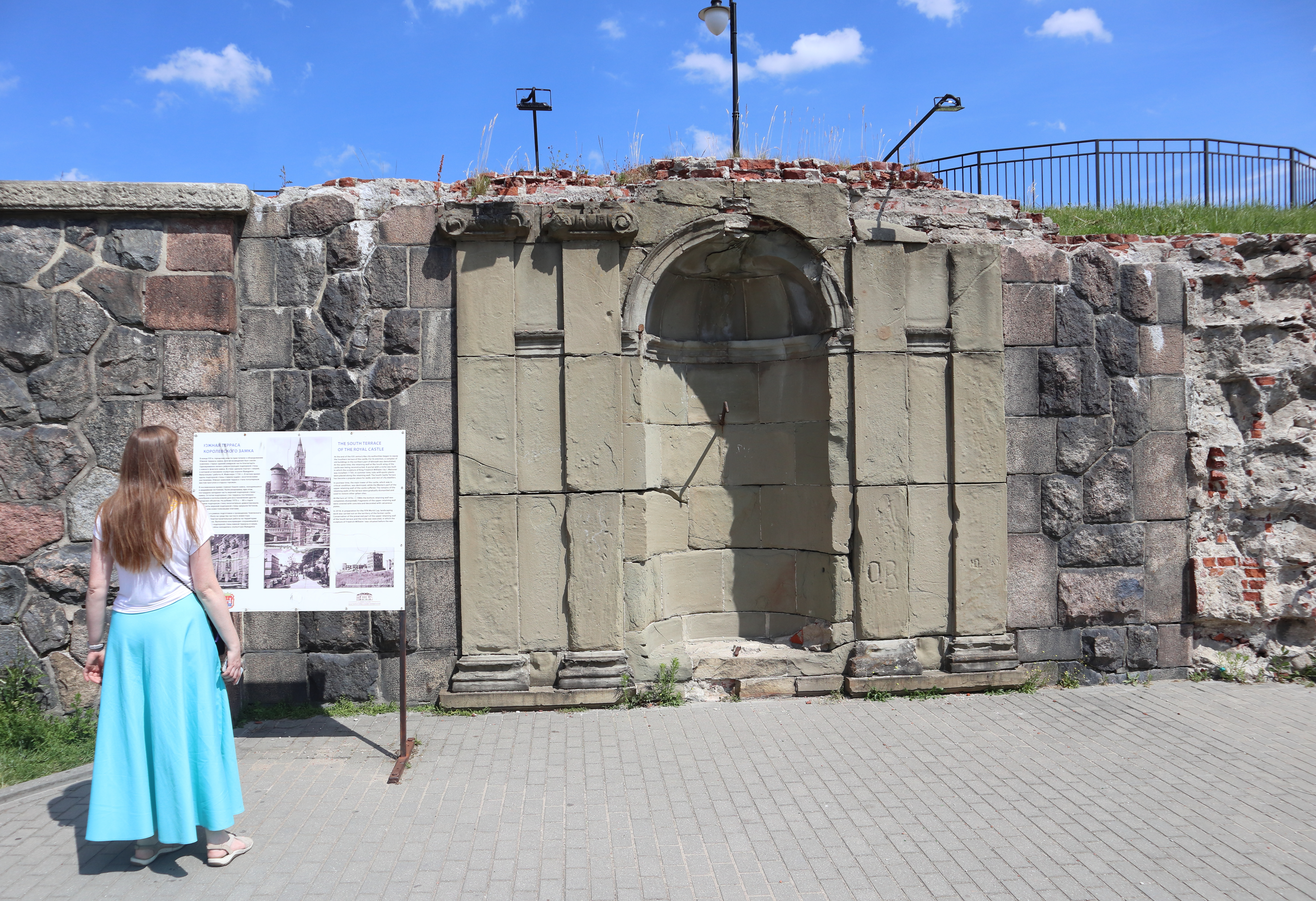
Уцелевший фрагмент южной террасы Королевского замка

### Археологические раскопки на территории замка
С 1993 по 2007 годы (с перерывами) в замке велись археологические работы, с 2001 г. финансируемые немецким журналом «Der Spiegel». Работы проводились Балтийской экспедицией Института археологии РАН совместно с Калининградским областным историко-художественным музеем. После окончания полевого сезона 2007 г. работы прекращены, финансирование остановлено, раскопанные руины замка находятся в состоянии разрушения из-за погодных условий. Причиной этому, по версии журнала «Шпигель», послужило непонимание и отсутствие интереса со стороны мэрии города и Правительства области. Реальной причиной прекращения работ стало отсутствие научного проекта, в рамках которого следовало вести археологические исследования руин Замка Кёнигсберг, а также отсутствие средств на консервацию вскрытых раскопками архитектурных остатков.

### Возможное восстановление замка
Вопрос о восстановлении Королевского замка с разной силой обсуждается среди горожан и региональной власти с 1990-х годов. В соответствии с программой реконструкции центра Калининграда планируется воссоздание замка. В январе-феврале 2009 года администрация города планировала проведение конкурса на застройку территории бывшего замка (10 га). Результаты конкурса должны были быть подведены к маю-июню того же года, однако из-за разразившегося финансового кризиса разговоры об этом поутихли.
15 июля 2009 года губернатор Калининградской области Георгий Боос в ходе проведения оперативного совещания дал поручение об организации референдума по вопросу о восстановлении замка.
7 июня 2010 года тогдашний министр культуры региона Михаил Андреев сообщил, что по вопросу о возможном восстановлении замка будет проведён референдум, который предполагался совместить с выборами в областную думу и окружной совет Калининграда в марте 2011 года. После смены губернатора и правительства области в сентябре 2010 года вопрос о референдуме больше не поднимался.
В 2013 году создано некоммерческое партнёрство «Градостроительное бюро „Сердце города“» с целью реализации одноимённого проекта регенерации исторического центра города. По результатам проведённого в 2015 году открытого международного архитектурного конкурса «Постзамок» принято решение о восстановлении Западного и Восточного флигелей замка как части Историко-культурного комплекса на Королевской горе. В 2016 начаты раскопки сохранившихся подвалов и фундамента замка. В 2017 году некоммерческое партнёрство было ликвидировано учредителями; а все материалы и подготовительных этапов перемещены на сайт по другому адресу. Раскоп на месте замка остался незащищённым, а его фундаменты и остатки стен — без консервации.
В 2022 году раскоп был законсервирован: руины стабилизировали бентонитовыми матами и засыпали песком.

### Макет
Макет замка в его полном виде в масштабе 1:25 является главным экспонатом открытого в 2017 году в Калининграде тематического парка миниатюр «История в архитектуре».

## Управление замком
Замок Кёнигсберг с момента его основания возглавляли комтуры Тевтонского (Немецкого) ордена. Первым комтуром после основания замка стал в 1255 году Буркхард фон Хорнхаузен.
- 1255—1256 или 1257 — Буркхард фон Хорнхаузен
- 1261 — Дитрих
- 1270 — Йоханнес Захсе
- 1276—1278 — Мангольд фон Штернберг
- 1280 — Ульрих фон Бауер
- 1283—1288 — Альберт фон Мейссен (Albertus de Misna)
- 1289—1302 — Бертольд фон Брюхавен (Bertoldus Bruhave)
- 1304—1309 — Гебхард фон Бирнебург (Eberardus de Virnenburgk)
- 1311—1312 — Фридрих фон Вильденберг (Fridericus de Wildenbergk)
- 1315 и 1326 — Генрих фон Иннберг (Изенбург, Henricus de Ysenbergk)
- 1326—1329 — Готфрид фон Хаймберг
- 1331—1335 — Дитрих фон Альтенбург
- 1404—1407 — Ульрих фон Юнгинген

## Галерея

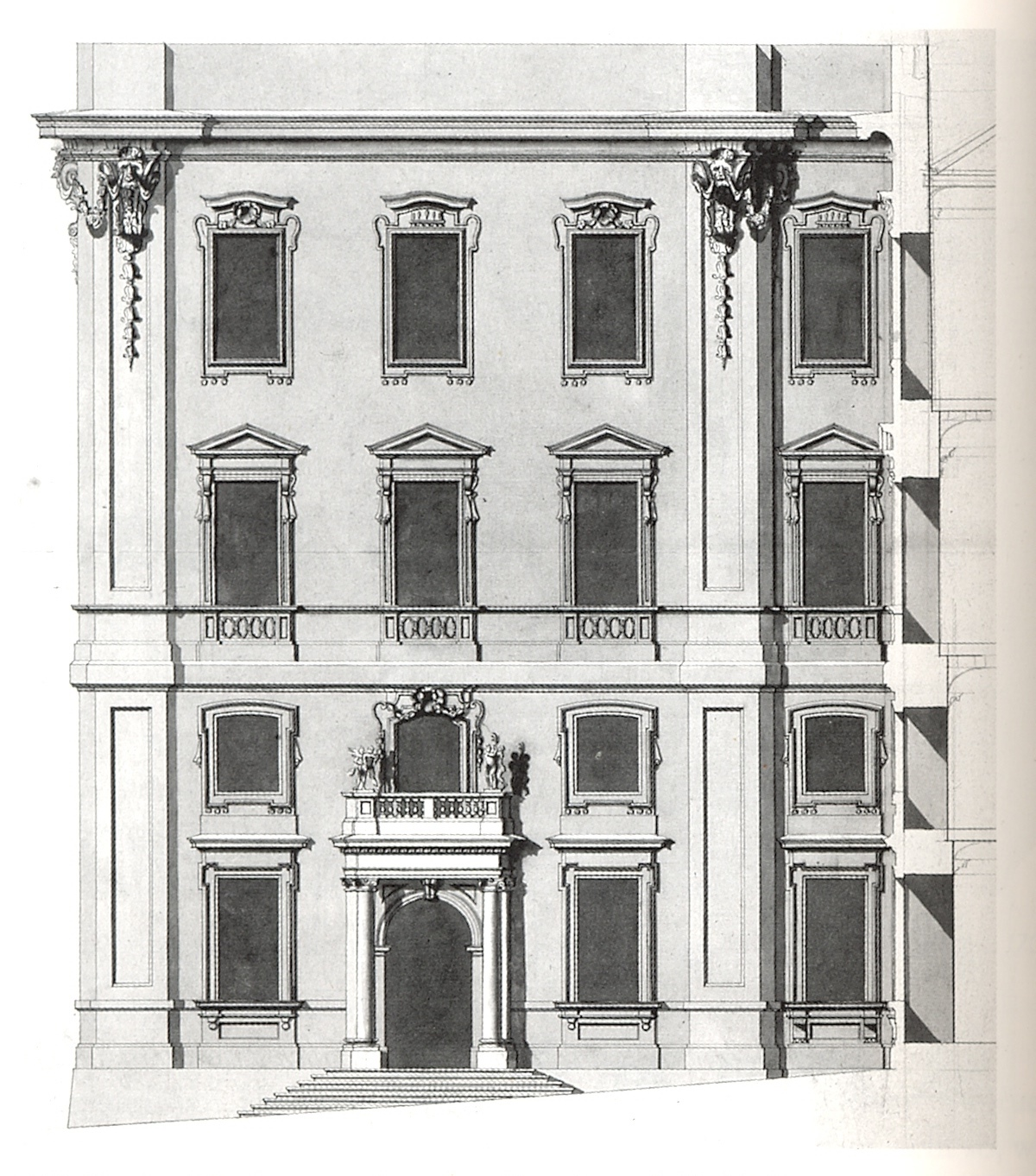
Восточное крыло и вход в замок в 1900 году
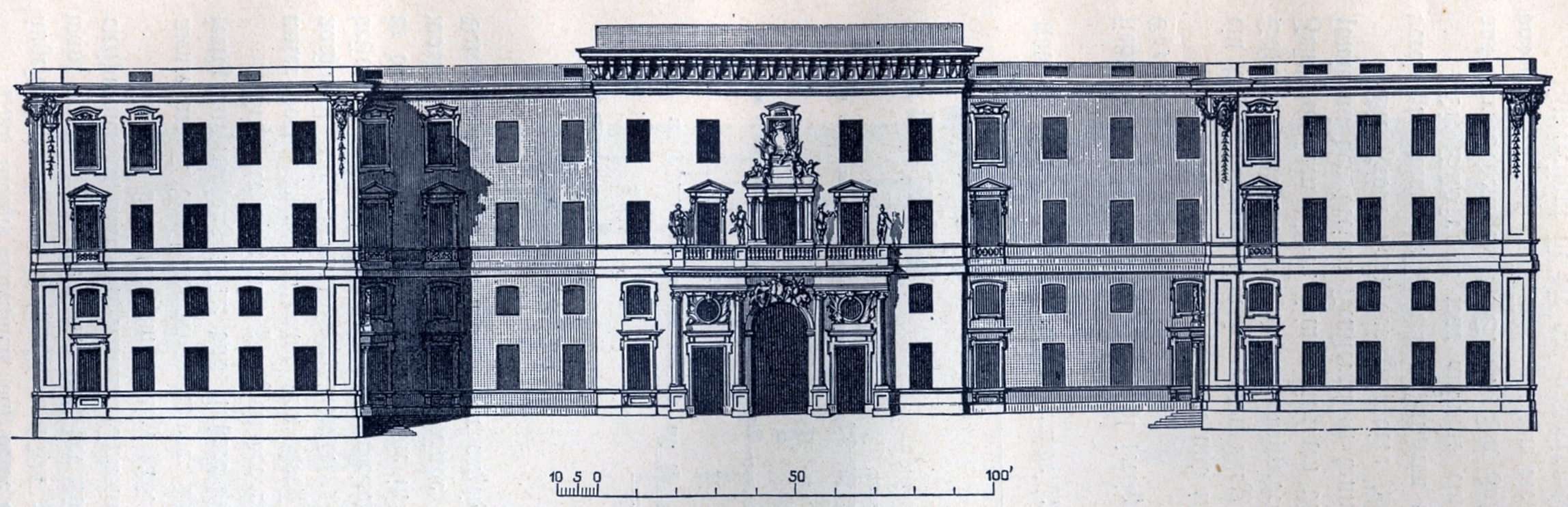
Проект фасада замка
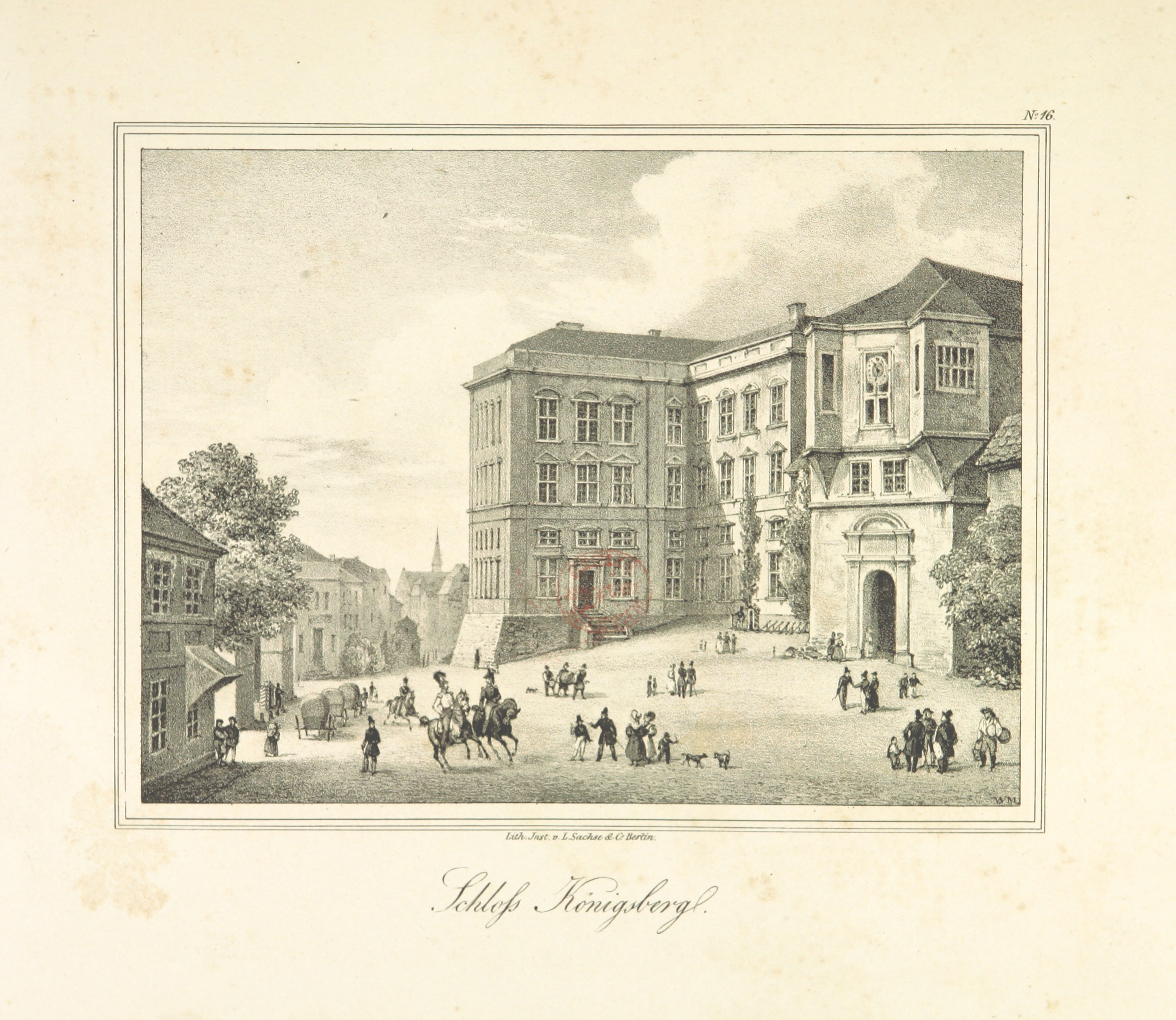
Восточное крыло и вход в замок
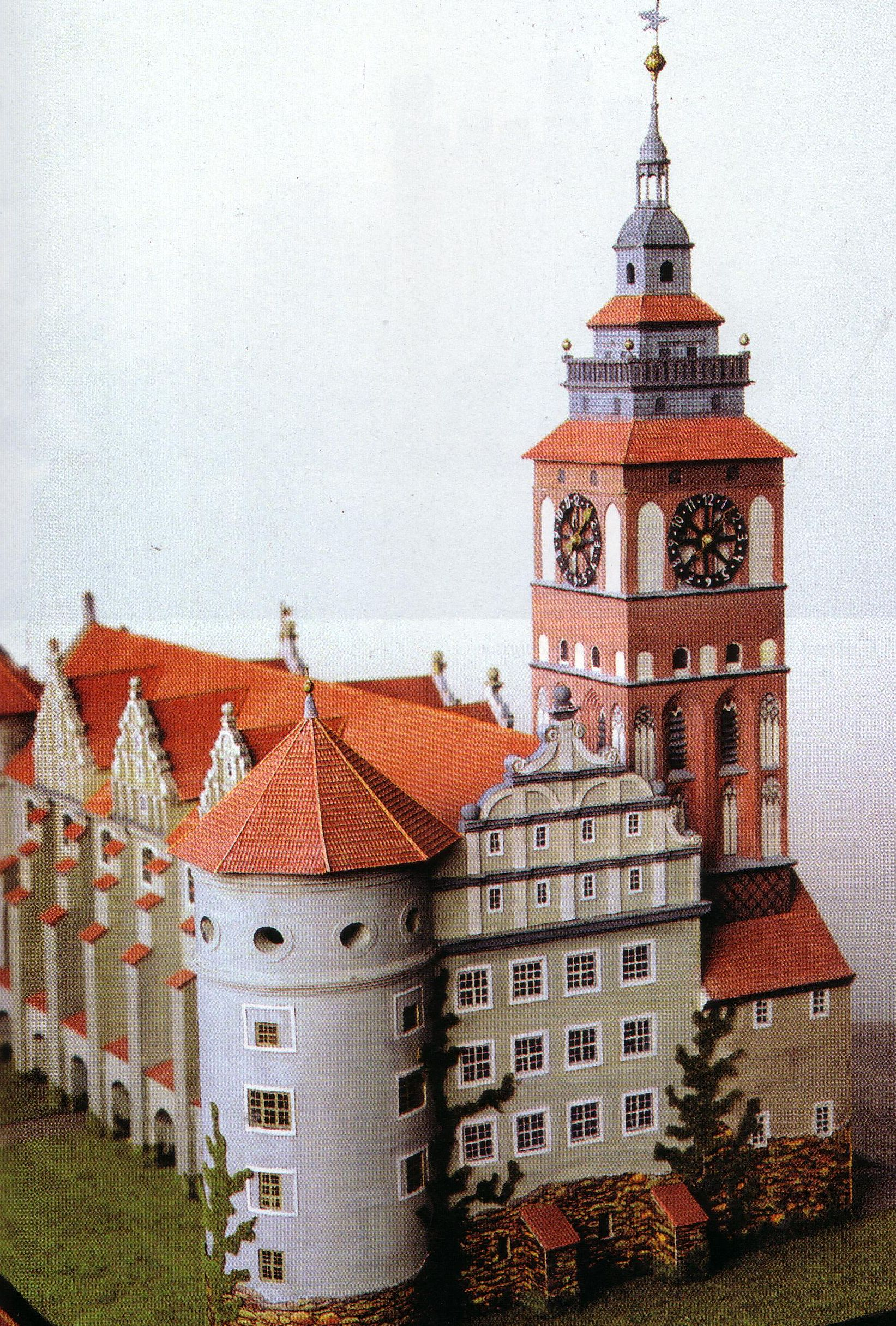
Замковая церковь с 2 круглыми башнями в 1597 году (макет)
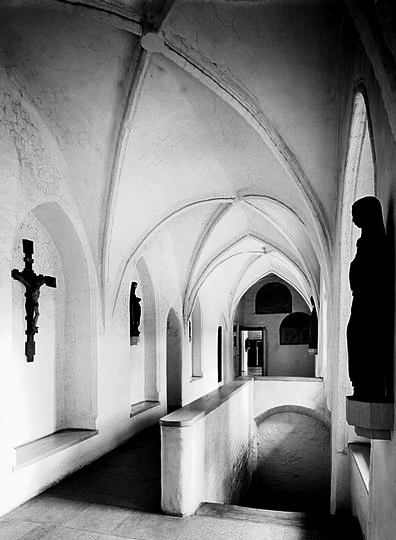
Приют Фирмари
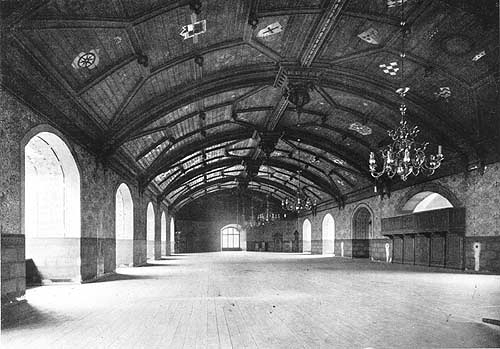
Внутренний вид Зала московитов
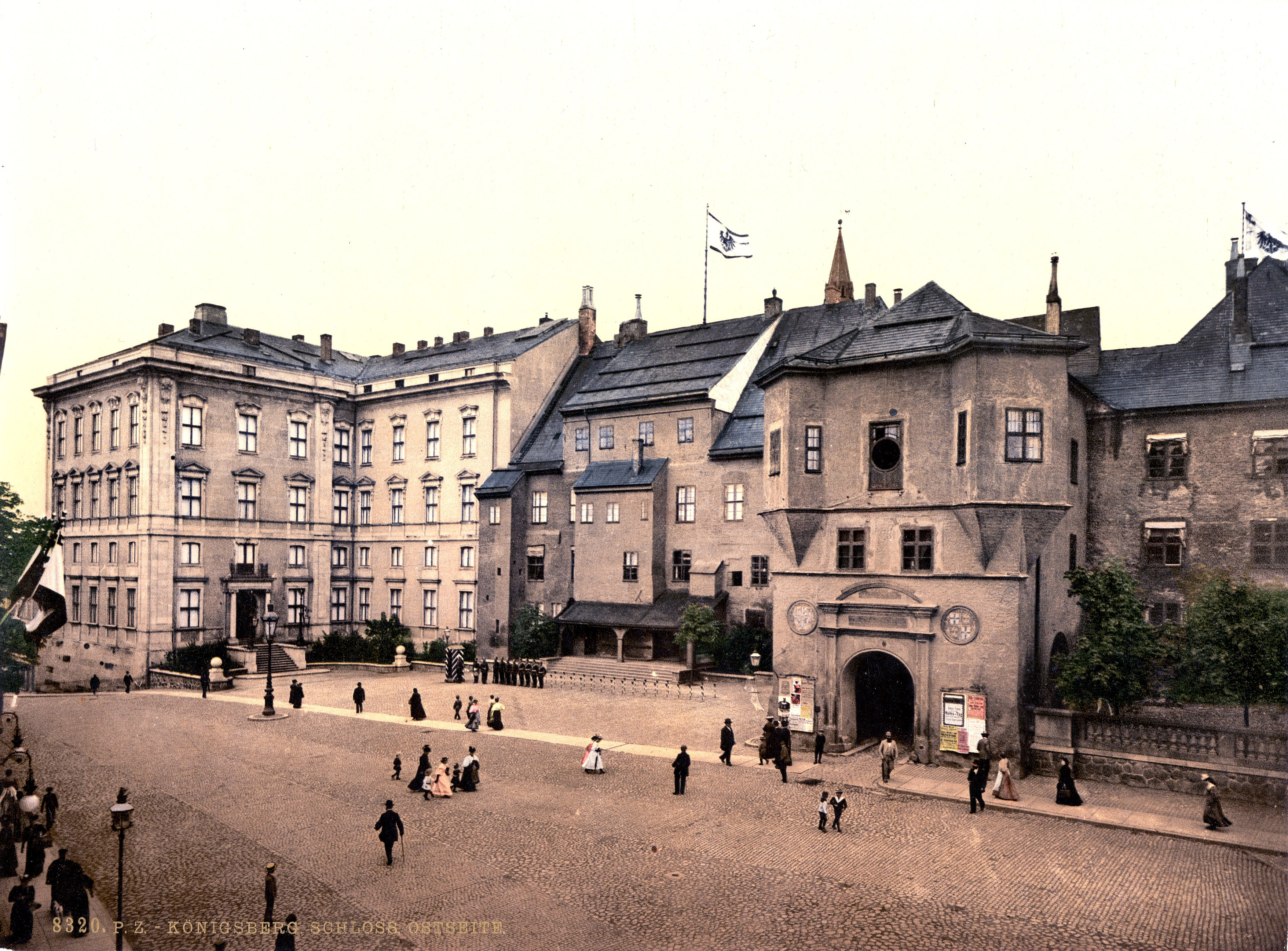
Новый фасад замка
Западное крыло замка
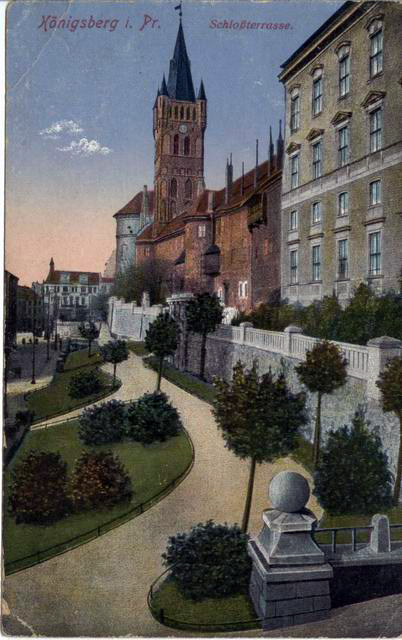
Терраса замка с юго-востока от реки Прегель
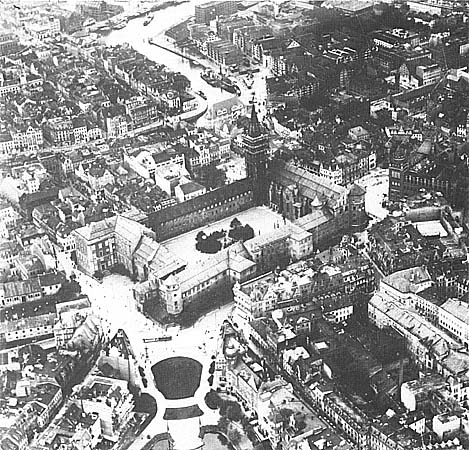
Вид замка сверху со стороны Королевского пруда
Внутренний двор замка - западное и северное крыло
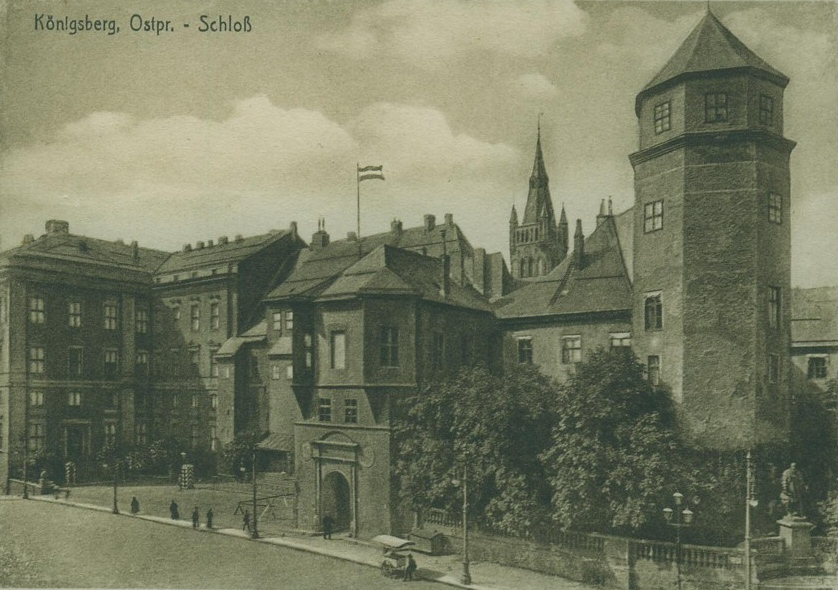
Северо-восточный угол замка с Haberturm и памятником герцогу Альбрехту
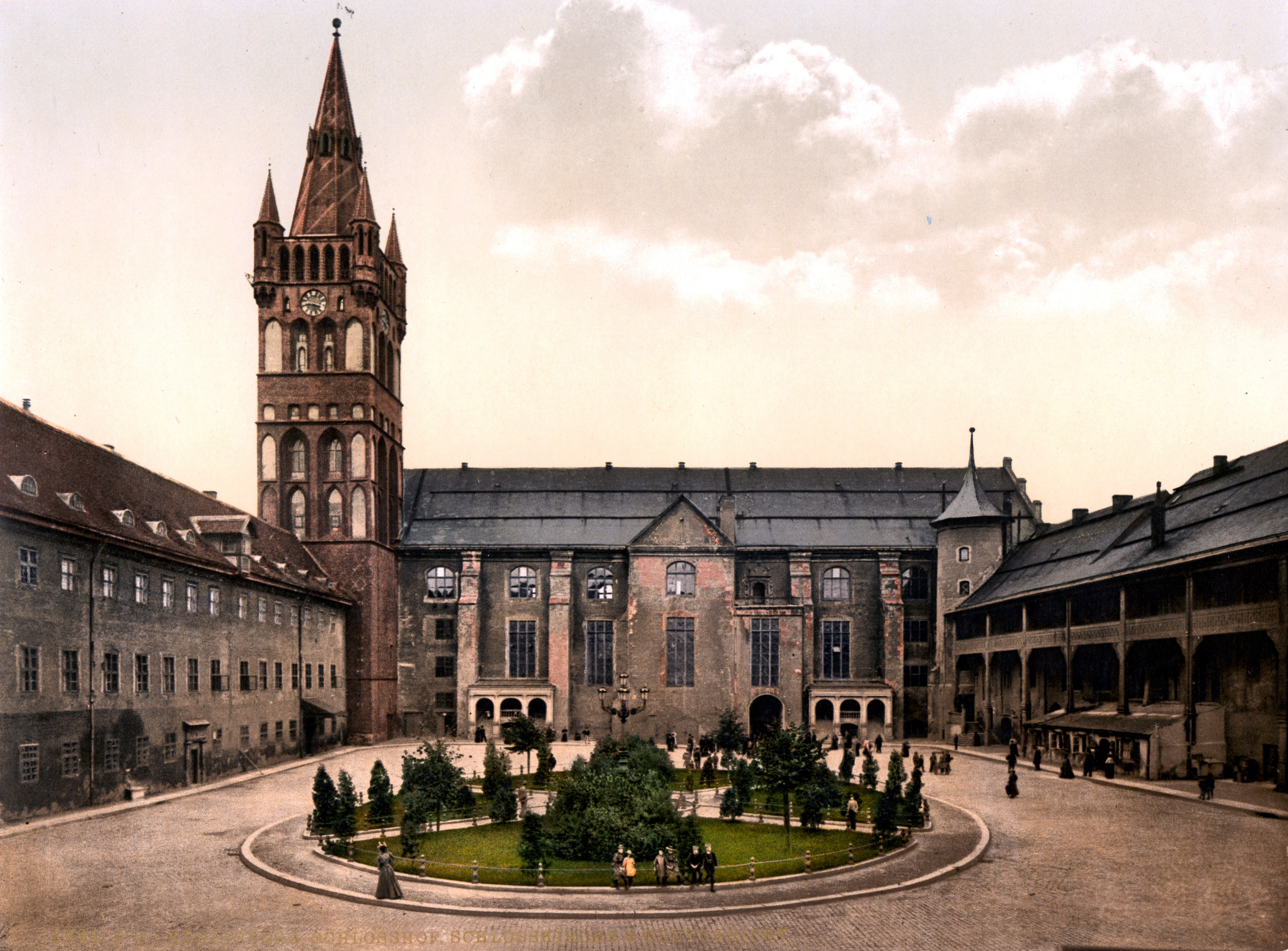
Внутренний двор замка
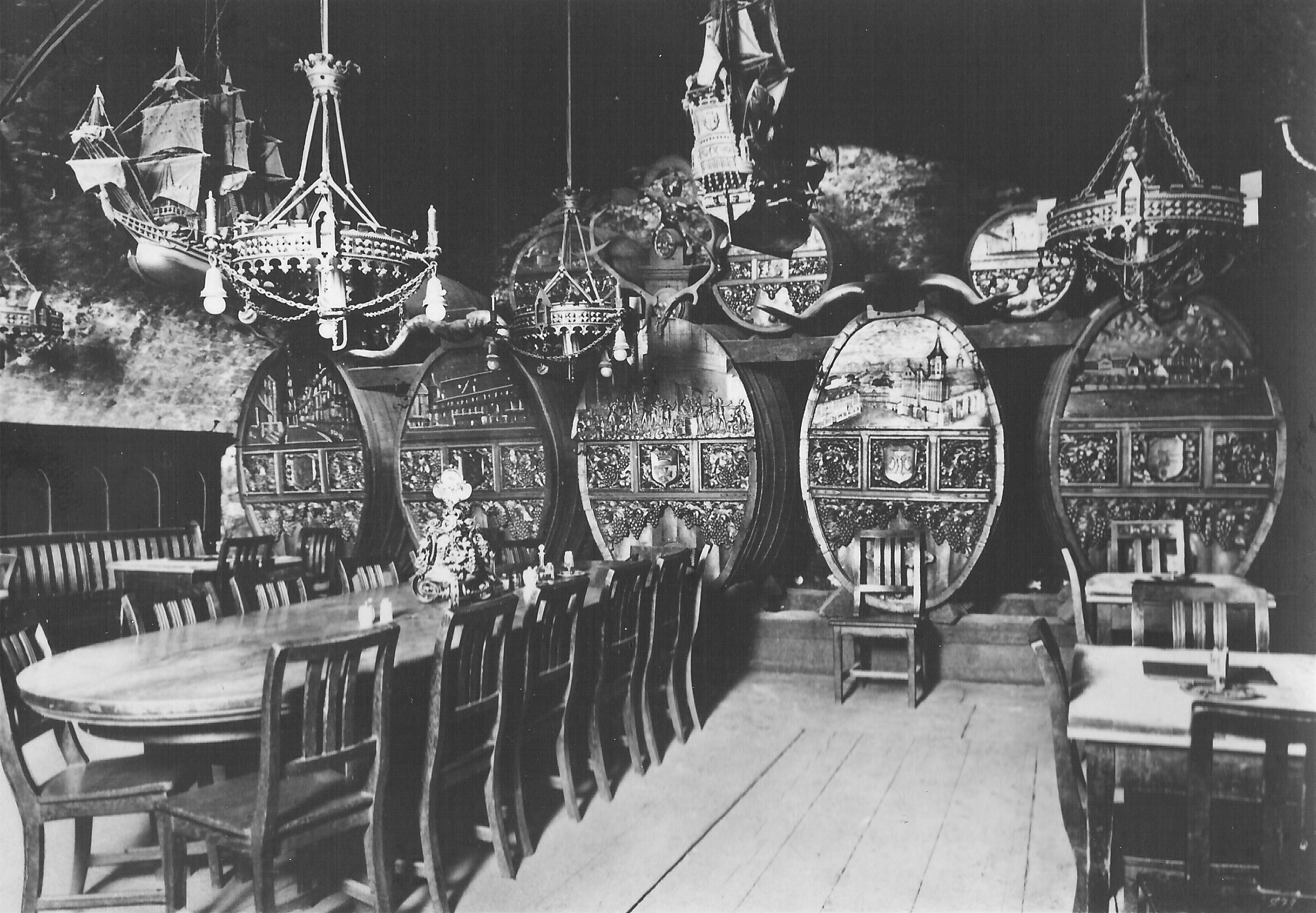
Знаменитый ресторан «Кровавый суд» в северном крыле замка
Королевский замок в 1945 году после бомбёжек